# Пиз (Минесота)
Пиз (енгл. Pease) град је у америчкој савезној држави Минесота.

## Демографија
По попису из 2010. године број становника је 242, што је 79 (48,5%) становника више него 2000. године.
| Група             | 2000.       | 2010.       |
| Белци             | 161 (98,8%) | 233 (96,3%) |
| Афроамериканци    | 0 (0,0%)    | 0 (0,0%)    |
| Азијати           | 0 (0,0%)    | 2 (0,8%)    |
| Хиспаноамериканци | 2 (1,2%)    | 4 (1,7%)    |
| Укупно            | 163         | 242         |